# Ulf-Dieter Klemm
Ulf-Dieter Klemm (* 22. Juni 1946 in Höxter) ist ein deutscher Autor, Übersetzer sowie Diplomat und war u. a. Botschafter in Marokko (2008–2011).

## Leben
Nach dem Abitur studierte Klemm von 1964 bis 1970 Rechtswissenschaften an der Freien Universität Berlin, der Universität Montpellier sowie der Ruprecht-Karls-Universität Heidelberg und legte sein Erstes Staatsexamen ab. Von 1975 und 1977 war er als Assistent am Lehrstuhl für öffentliches Recht an der Ruprecht-Karls-Universität Heidelberg und als wissenschaftlicher Referent am dortigen Max-Planck-Institut für ausländisches öffentliches Recht und Völkerrecht tätig und legte seine Promotion zum Doktor der Rechte mit einer Dissertation zum Thema Die seewärtige Grenze des Festlandsockels. Geschichte, Entwicklung und lex lata eines seevölkerrechtlichen Grundproblems ab.
1977 trat Klemm in den Auswärtigen Dienst ein. Von 1979 bis 1982 war er Ständiger Vertreter des Generalkonsuls in Porto Alegre und von 1986 bis 1990 Kulturreferent an der Botschaft in Griechenland. Nach verschiedenen Tätigkeiten im Auswärtigen Amt und an der Botschaft in Japan wurde er Botschafter in Mosambik, war von 2005 und 2008 Beauftragter für Infrastruktur, Sicherheit und Verwaltungsreform im Auswärtigen Amt und von 2008 bis 2011 Botschafter in Marokko.

## Veröffentlichungen
- Klaus Gallas, Ulf-Dieter Klemm: Griechenland. 21 Annäherungen an ein dreitausendjähriges Reiseziel. Mythologie, Geschichte, Archäologie, Volkskultur, Politik, Wirtschaft, Gesellschaft, Kunst, Umwelt. ISBN 3-87038-153-1, 1990
- Klaus Gallas, Ulf-Dieter Klemm: Griechenland begegnen. Geschichte, Landschaft, Kultur und Menschen. ISBN 978-3-7661-4892-6, 2008
- Ulf-Dieter Klemm: Moçambique - Alemanha, ida e volta. Vivências dos Moçambicanos antes, durante e depois de estadia na Alemanha = Mosambik - Deutschland, hin und zurück. Erlebnisse von Mosambikanern vor, während und nach dem Aufenthalt in Deutschland. Übersetzung, 2005, ISBN 978-3-00-016602-0
- Zuspitzungen. Anmerkungen zu "Das Amt und die Vergangenheit". Lit, Münster 2013. ISBN 978-3-643-12275-9.
- (Herausgeber, zusammen mit Wolfgang Schultheiss): Die Krise in Griechenland: Ursprünge, Verlauf, Folgen. Campus 2015, ISBN 978-3593503080. Klemm schrieb in diesem Buch Deutsche und Griechen - eine Beziehung mit Missverständnissen (S. 352–372)